# Село имени Шакирова
Село имени Шакирова (каз. Шәкіров атындағы ауыл, до 199? г. — Жданово) — село в Таласском районе Жамбылской области Казахстана. Административный центр Шакировского сельского округа. Код КАТО — 316259100.

## История
Совхоз
В советское время в селе действовал каракулеводческий совхоз имени Жданова Таласского района. В этом совхозе трудился Герой Социалистического Труда чабан Катпа Егембердиев.

## Население
В 1999 году население села составляло 1647 человек (837 мужчин и 810 женщин). По данным переписи 2009 года, в селе проживало 1220 человек (620 мужчин и 600 женщин).